# Herb Ostródy
Herb Ostródy – jeden z symboli miasta Ostróda w postaci herbu ustanowiony uchwałą nr XLI/286/94 Rady Miejskiej 30 marca 1994 roku.

## Wygląd i symbolika
Herb przedstawia na czerwonej tarczy herbowej Świętego Jerzego jako rycerza w złotej zbroi na białym koniu, godzącego kopią w zielonego smoka. Koń spięty w skoku w (heraldyczną) prawą stronę. Uprzęż konia czarna. Smok z otwartą paszczą, leży na plecach, skulony w odruchu obronnym.
Kolory w herbie symbolizują: Srebro-biel – czystość, prawdę, niewinność; czerń – rozwagę, mądrość, stałość; czerwień – wspaniałomyślność, hart ducha; zieleń – miłość, radość, obfitość; złoto-żółty – wiarę, stałość, mądrość, chwałę.
Historycznie herb przedstawiał konnego rycerza krzyżackiego z tarczą z godłem zakonu, czasami ze zwieńczeniem herbu w postaci korony murowej.